# 水瓶戰記
水瓶世紀（日語：アクエリアンエイジ）是由日本Broccoli公司所發售的交換卡片遊戲。通稱是。
1999年7月時發售第1彈saga1（無印），現在發售到saga3。在台灣由「格雷特國際多媒體有限公司」→「元美國際映像有限公司」代理卡片與其他周邊商品的販售發行。

## 世界設定
玩家作为可以让人的潜在能力觉醒的觉醒者，和友方的角色一同打到敌人。

### 主要角色
在水瓶世纪中，存在着在不同的系列中共通的登场角色。
藤宮真由美
持有E.G.O最强的精神能力的超能力女高中生。母亲是E.G.O的创始人之一的斎木遊名。
厳島美鈴
作为阿羅耶識干部级的厳島神社宗家的女儿，爱好和其他势力竞争。有一个叫美晴的妹妹。虽然在OVA版（SAGAⅡ时期）中，为了保护妹妹，在同極星帝国十将军中的関羽战斗时死去，因为作为厳島神社祭神的「宗像三女神」的生命而得以作为守护灵复活，守护着阿羅耶識。
厳島美晴
厳島美鈴的妹妹，代替死去的姐姐，虽然年幼，现在是作为阿羅耶識的领导。
ステラ・ブラヴァツキ
担任WIZ-DOM的战斗部长的最强的黒魔術師。与白魔術師ディーナ・ウィザースプーン关系恶劣。现实中的Madame Blavatsky是其名称的由来。
夜羽子・アシュレイ（ようこ アシュレイ）
由于隔世遗传而使体内吸血鬼之血觉醒的女高中生。为东欧与日本人的混血。
レイナ・アークトゥルス
担任極星帝国干部"十将军"的第一位的女战士。对部下管理有方，同时在前线活跃。向帝国的初代皇帝マクシミリアン・レムリアース・ベアリス宣誓效忠
ラユュー
イレイザー舰队的指挥官。和極星帝国的十将军ラユュー・アルビレオ是平行的存在。
ィアーリス
イレイザー的从属种族龙族的唯一的女王

## 概要
在日本国内发行的交換卡片遊戲多少都受到了《魔法風雲會》的影响，虽然本作品也不例外，但以萌系美少女的成长过程作为主题的故事性规则是其特点。和其他游戏相比，本游戏的重点放在了角色之间的战斗。
在中心故事的基础上，角色和道具等的主题大量引用世界各地的神话，奇异现象或是现实存在的英雄可以说是其一大特征。另外，E.G.O.的一部分带有イニシアチブ（先制攻撃）技巧的角色，则是被赋予了新干线的爱称作为名字。
发售初期，卡的插图只有萌系美少女。而现在，萌系美少年（比如オリオンの少年系列）也是囊括在内。
角色各自分别从属于E.G.O.（白）、阿羅耶識（あらやしき）（赤）、WIZ-DOM（青）、ダークロア（緑）、極星帝国（きょくせいていこく）（黄）(sagaII, saga3)、イレイザー（黒）(sagaI, saga3)等6个势力。
作为“对战型集换式卡牌游戏”，不但可以1对1对战，3人以上的对战也是可能的。2对2的组队战和单独战也可以进行，游戏模式丰富多样。

### 卡片种类
角色卡（キャラクターカード）
玩家所遭遇・支配的人物和怪物・机械之类。
觉醒卡（ブレイクカード）
由上述的角色觉醒・成长而来，与之前的角色相比，能力有所上升。
持有名字（ネームレベル）
觉醒卡，以及少数角色卡中被赋予了固定名称的存在（注：和前文所提到的作为主要角色的藤宮真由美和厳島美晴属于一类的成员，必闪包中收录的动画角色之类）。这些角色被称作『持有名字（ネームレベル）』。在各个势力属于精英或干部级别的角色，或者说是名字在各势力中被广泛熟知的角色。在规则上，这些角色大多持有强力的能力，同时也有更进一步觉醒的可能性。但是，带有名字的角色要遵从以下特殊规则：
通常，场上可以存在的持有同一名字的角色只能存在1枚（与势力・分类无关，只与『』内记述的内容相同）
当因为受到伤害而除去，或者被对手觉醒的场合，角色不放入舍弃区，而放入伤害区。
基本上，能对持有名字的角色进行觉醒的只有与其带有同样名字的角色
仪式卡（プロジェクトカード ）
影响到场地或角色的魔法或作战。只有在自己的回合可以使用。
速效卡（ファストカード）
效果和仪式卡基本相同，只是就算在对手的回合也可以使用。
装备卡（パーマネントカード）
武器或防具一类的装备用品。从『女教皇の瞳』开始，当特定的角色装备后将得到附加效果的卡出现。
能量卡（パワーカード）
根据角色的精神力，将上述卡翻为背面，在角色下面进行配置的卡，并不归为固有存在的卡的种类。作为攻击或发动仪式卡・速效卡而支付的费用而存在。是通常需要在使用时考虑到分配问题的重要因素。

## 電視動畫
動畫標題為《水瓶戰記 Sign for Evolution》，2002年1月至3月在東京電視台、大阪電視台、愛知電視台播放。其中流水子、カナエ、キリコ（卡片名稱是セラフィム"ジョエル"）、ユイ、明日見5人是「夢幻的天秤宮」之形象角色。
製作人員
- 原作：Broccoli
- 故事原案、監督：大橋譽志光
- 系列構成：相馬和彥
- 人物設定・總作畫監督：阿部恒
- 音響監督：たなかかずや
- 音樂：梶浦由記
- 動畫制作：MadHouse
- 製作：Victor Entertainment

主題歌
- 片頭曲『Everlasting Love』
  - 作詞：三重野瞳／作曲・編曲：原一博／歌：SeYUN
- 片尾曲『PRISM』
  - 作詞：芦原みき／作曲：Little Love／編曲：清水武仁／歌：芦原みき from Little Voice

聲優
- 上倉多響太：田中伸幸
- 山王依子：青木麻由子
- 阪元流水子：西村ちなみ
- 更夜：ゆかな
- 虻戸啓児：森川智之
- 杜乃カナエ：高橋美佳子
- 宝月明日見：南央美
- 檸檬：伊藤実華
- 平群キリコ：城雅子
- 香野ユイ：氷上恭子
- 雪邑未郷：高島雅羅
- 予告ナレーション：ゆかな

## OVA
以《水瓶戰記 SagaII～Don't forget me…～》為標題發售的OVA。登場角色是自第1彈起登場的，水瓶戰記的招牌人物。
聲優
- 藤宮真由美：能登麻美子
- 厳島美鈴：折笠富美子
- 厳島美晴：榎本温子
- ステラ･ブラヴァツキ：朴璐美
- 夜羽子・アシュレイ：横手久美子
- レイナ･アークトゥルス：澤城美雪
- 東海林光：大原さやか
- ランスロット軍指揮官：保村真
- ハンニバル軍指揮官：志村知幸
- アナウンサー：うすいたかやす
- 少女：竹中愛子
- 少女の弟：後藤沙緒里
- 北斗：冬馬由美
- 斎木遊名：幸田直子
- レイ･アルカード：三木眞一郎
- 關羽：西村知道

## 廣播劇CD
水瓶戰記7周年紀念版廣播劇CD。附在「水瓶戰記7周年附贈CD盒裝限定紀念版前編」（2006年8月25日）和「～後編」（2006年11月10日）裡。
キャスト 前編
- 藤宮真由美：名塚佳織
- 厳島美晴：阿澄佳奈
- ステラ・ブラヴァツキ：後藤邑子
- 夜羽子・アシュレイ：清水愛
- レイナ・アークトゥルス：野川櫻
- ィアーリス：水樹奈奈

キャスト 後編
- 東海林光：榎本温子
- 弓削遙：堀江由衣
- クラリス・パラケルスス：廣田詩夢
- 鈴鹿御前：川澄綾子
- エルジェベート・バートリ：平野綾
- ガブリエル：近藤佳奈子

## 音乐CD
アクエリアンエイジ ミュージックベスト(Aquarian-Age Music Best)
收录了从过去SAGA1到水瓶世纪机游戏アクエリアンエイジ オルタナティブ的所有音乐的CD。作为水瓶世纪10周年的纪念特典CD，于2009年6月26日发售。同时，CD内封入特典为由画师CARNELIAN所画的妙声鳥“迦陵頻伽”
收录曲
- 1 It's all right!　歌：榎本温子
  - インターネットラジオステーション音泉「温子と隼人のアクエリ放送局」新OP曲
- 2 救世主～メシア～　歌：富田麻帆
  - オンライン対戦型トレーディングカードゲーム「アクエリアンエイジオルタナティブ」テーマ曲
- 3 忘却のノスタルジア　歌：佐藤裕美
  - マルチ対戦型カードゲーム「アクエリアンエイジ Saga３」テーマソング
- 4 迷宮のリグレット　歌：高橋洋子
  - マルチ対戦型カードゲーム「アクエリアンエイジ SagaII」テーマソング
- 5 Change my heart　歌：高橋洋子
  - OVA「アクエリアンエイジSagaII～Don't forget me…～」主題歌
- 6 Get Peace & Love　歌：Hiromi Sudou
  - マルチ対戦型カードゲーム「アクエリアンエイジ 覚醒の乙女たち」テーマソング
- 7 we'll be together　歌：Hiromi Sudou
  - マルチ対戦型カードゲーム「アクエリアンエイジ」テーマソング
- 8 Fighting !!　歌：Hiromi Sudou
  - マルチ対戦型カードゲーム「アクエリアンエイジ」テーマソング
- 9 忘れないで　歌：宮原永海
  - マルチ対戦型カードゲーム「アクエリアンエイジ 獅子の戦旗」テーマソング
- 10 Bet My Life　歌：鴻口可南
  - マルチ対戦型カードゲーム「アクエリアンエイジ」テーマソング
- 11 Angel √4 　歌：鴻口可南
  - マルチ対戦型カードゲーム「アクエリアンエイジ」テーマソング
- 12 Godless　歌：鴻口可南
  - マルチ対戦型カードゲーム「アクエリアンエイジ」テーマソング

## 遊戲
PS用遊戲軟體。以SagaⅠ的獅子宮的戰旗為基礎，玩家被阿羅耶識的巫女厳島美鈴和Darklore的妖精ティンカーベル相中身為Mind Breaker的能力，一起為從イレイザー的侵略中拯救地球而戰。
遊戲是搶地盤戰略遊戲方式，進行人才挖掘、攻擊對手陣地等，最後攻陷イレイザー的本陣。
另外，在團體模式裡最大能5人同時遊戲。
初回限定版內附有獅子宮的戰旗形象角色，隨機附贈5人其中3人的閃卡。

2006年6月8日時發表了以該遊戲為藍本的街機遊戲。角色插畫雖然使用和TCG相同的設計，但規則等則是完全獨創。制作、販賣是由TAITO所進行。

## 外部連結
- AquarianAgeOfficialHomePage （页面存档备份，存于） （日語）
- 介紹規則與檢索卡片的網站 （页面存档备份，存于） （日語）
- 水瓶戰記介紹頁元美國際映像 （繁體中文）